# Ernst Sommerlath
Ernst Sommerlath, född 23 januari 1889 i Hannover, död 4 mars 1983 i Leipzig i Östtyskland, var en tysk luthersk teolog.

## Biografi
Sommerlath var son till köpmannen Moritz Sommerlath och Erna Waldau. Han studerade teologi från 1907 i Heidelberg, Greifswald, Leipzig och Göttingen. 1917 blev han teologie doktor med en avhandling om Kants frihetslära. Efter första världskriget, då han var verksam som fältpräst, var Sommerlath kyrkoherde i Hannover-Kleefeld, och blev därefter docent vid Religionslehrerseminar Leipzig. Från 1924 var han professor i systematisk teologi vid Leipzigs universitet, där han 1949–1951 även var teologiska fakultetens dekanus. Han blev mycket inflytelserik som chefredaktör 1959–1971 för den internationellt spridda tidskriften Theologische Literaturzeitung, vilken han gav ut tillsammans med Ernst-Heinz Amberg. Tillsammans med Kurt Aland gav han ut Arbeiten zur Geschichte und Theologie des Luthertums (AGTL).  
Han är uppmärksammad för sin sakramentalteologi rörande den lutherska nattvardsuppfattningen, där han avvisade både Leuenbergerkonkordin (1973) och Arnoldhainerteserna (1957) såsom reformert influerade. Han forskade kring det allmänna prästadömets funktion i den lutherska kyrkan. Han var teologie hedersdoktor i Leipzig och Helsingfors och tillhörde Lutherska världsförbundets exekutivkommitté. Sommerlath räknas som ett av den konfessionella lutherdomens stora namn under 1900-talet. 
I Sverige är han också känd som farbror till drottning Silvia. Han medverkade som liturg vid det svenska kungaparets vigsel 1976.